# Hyslop-Inseln
Die Hyslop-Inseln (norwegisch Tangholmane ‚Zungeninseln‘) sind eine Gruppe aus zwei Inseln und vier Klippen vor der Ingrid-Christensen-Küste des ostantarktischen Prinzessin-Elisabeth-Lands. Im südöstlichen Teil der Prydz Bay liegen sie 2 km südlich von Ranvik Island in der Gruppe der Rauer-Inseln.
Das Antarctic Names Committee of Australia benannte sie 1991 nach dem Geodäten John W. Hyslop von der Australian Surveying and Land Information Group, der von 1989 bis 1990 an der GPS-basierten Vermessung der Rauer-Inseln beteiligt war.